# Durchheizherd
Ein Durchheizherd ist ein handwerklich gesetzter Speicherherd, dessen Wärmespeicher sich teilweise in einem angrenzenden Raum befindet. Er wird ortsfest nach den Fachregeln des Ofen- und Luftheizungsbauerhandwerks (in Österreich: Hafnerhandwerk) gesetzt und an die örtlichen Gegebenheiten individuell angepasst. Der Durchheizherd kann als Tisch- oder als Aufsatzherd ausgeführt sein und über eine Umschaltmöglichkeit zur Führung der Verbrennungsgase über den Wärmespeicher verfügen. 
Verwendungseignung des Durchheizherdes:
- für Kochen, Braten, Backen,
- für Warmwassererzeugung,
- für Ein- und Mehrraumheizung.

Die Baumaterialien für Durchheizherde bestehen teils aus metallischen Werkstoffen (Herdplatte, Türgeschränk, Bratrohr, Wasserschiff), die Außenflächen bestehen in der Regel aus Ofenkacheln oder sonstigem wärmespeichernden Material. Herde mit metallischen Außenflächen müssen zweischichtig ausgeführt sein.
Die Wärmeabgabe erfolgt mit großem Konvektionsanteil über die Herdplatte und gleichmäßiger milder Strahlungswärme über die Kachelflächen.